# سنت-سسیل-دو-میلتون، کبک
سنت-سسیل-دو-میلتون (به فرانسوی: Sainte-Cécile-de-Milton) شهری در منطقه شهری لا اوت-یاماسکا ناحیه مونترژی در استان کبک کانادا است. در سرشماری سال ۲۰۱۱ این شهر ۲٬۰۱۷ نفر جمعیت داشته‌است و مساحت آن ۷۴٫۰۴ کیلومتر مربع است.